# ハーグ王立音楽院
ハーグ王立音楽院（ハーグおうりつおんがくいん、オランダ語: Koninklijk Conservatorium Den Haag）は、音楽とダンスの高等教育を提供する音楽院である。オランダのハーグ市にあり、オランダの主要な音楽教育機関のひとつである。

## 沿革
ハーグ王立音楽院は1826年にオランダ国王ウィレム1世によって創設された。175年の歴史を経た現在、音楽とダンス、科学と実践、そして学問と演奏が高い水準で出会う、国際的に認知された教育機関に成長した。

## 教育および研究
ハーグ王立音楽院には、次の学科において学士課程と修士課程が置かれている。
- ヨーロッパクラシック音楽
- 古楽
- ジャズ
- ソノロジー
- 映像と音楽/芸術科学
- 録音
- 作曲
- バレエ
- オペラ

## 人物

### 著名な卒業生
| - ヘンドリック・アンドリーセン - リチャード・アイレス - リチャード・ベイカー - ルーシー・ファン・ダール - ロブ・ファン・クレーフェルト - ヴァネッサ・ラン - ミヒャエル・ファン・デア・アー - ヴィクトル・ヴァレラ - ロドニー・ワシュカ II - フレデリケ・サイス - 鈴木優人 - 有田正広 |

### 著名な現・元教員
| - クラレンス・バーロウ - コンラート・ベーメル - ベルト・ブーレン - フランス・ブリュッヘン - エンリコ・ガッティ - ヴィム・ヘンドリックス - ジョフリー・ダグラス・マッジ - ケネス・モンゴメリー - マルタイン・パディング - ジョン・ルオッコ - ヘンリ・ヴィオッタ - ハイン・ファン・デ・ハイン - エリック・フルーイマンス - トン・コープマン - ペーター・コーイ - マイケル・チャンス - ジル・フェルドマン |